# Chiesa dei Santi Giovanni Battista e Ilario
La chiesa dei Santi Giovanni Battista e Ilario è un edificio sacro che si trova accanto al castello di Rosignano Marittimo.

## Storia
Fu costruita nella prima metà dell'Ottocento e consacrata nel 1848. In seguito, durante la seconda guerra mondiale, subì alcuni danneggiamenti e nel 1950 fu restaurata e nuovamente consacrata.

## Descrizione
A croce latina e a tre navate, conserva alcune opere di notevole pregio. Nella navata laterale destra si trova un piccolissimo portale di un ciborio in marmo, risalente al XVI secolo, dove a bassorilievo sono raffigurati quattro angioletti che pregano inginocchiati inseriti in una architettura sulla quale poggia una lunetta che reca il Cristo benedicente. L'altare dedicato alla Madonna delle Grazie presenta una pala realizzata in legno intagliato e dorato che contiene quindici quadretti disposti a cornice con immagini della vita di Gesù; al centro è inserita una tavola con la Madonna col Bambino. Sopra l'altare maggiore è sospeso un Crocifisso in legno policromo della metà del XV secolo.

## Galleria d'immagini

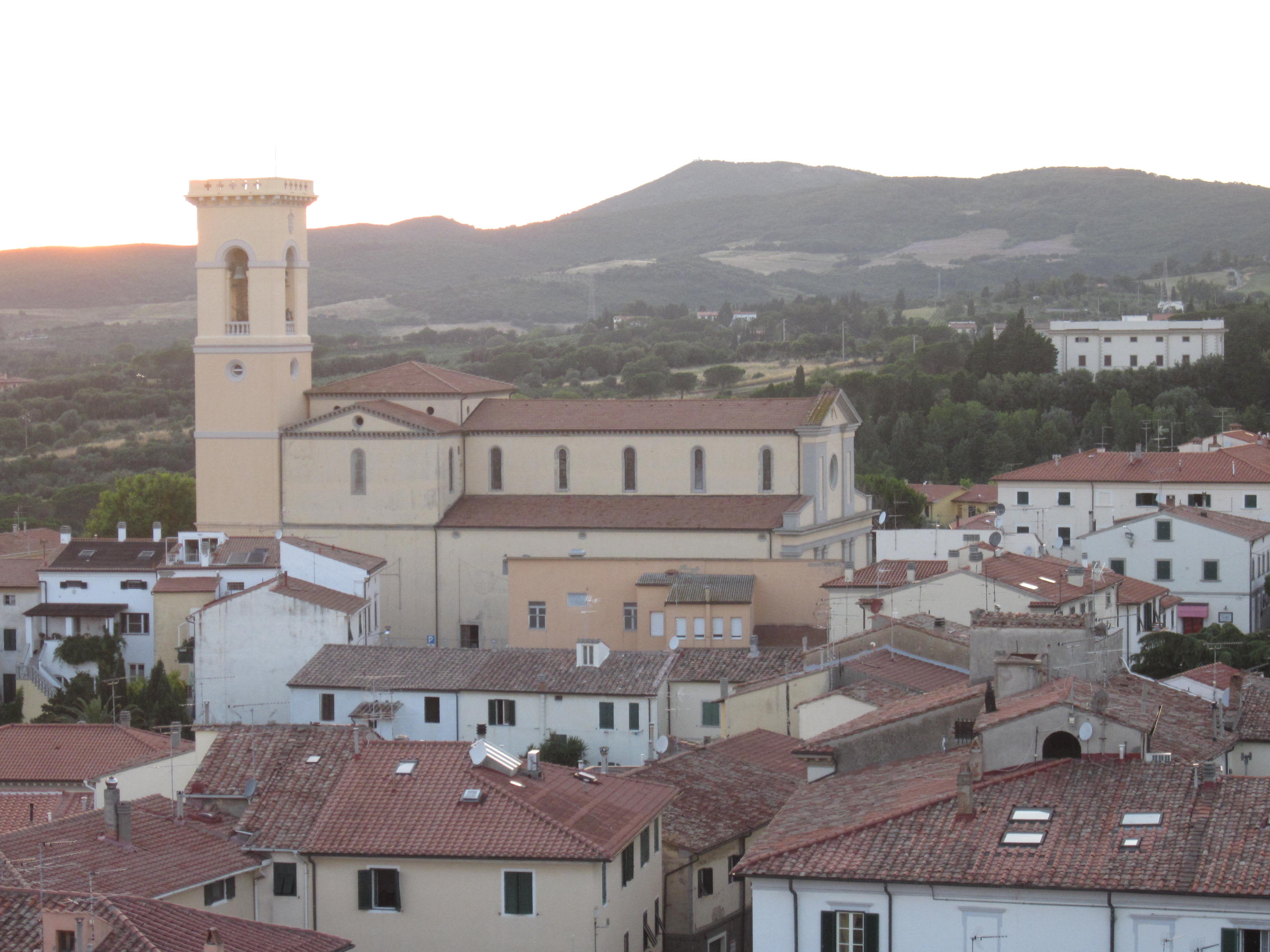
Esterni
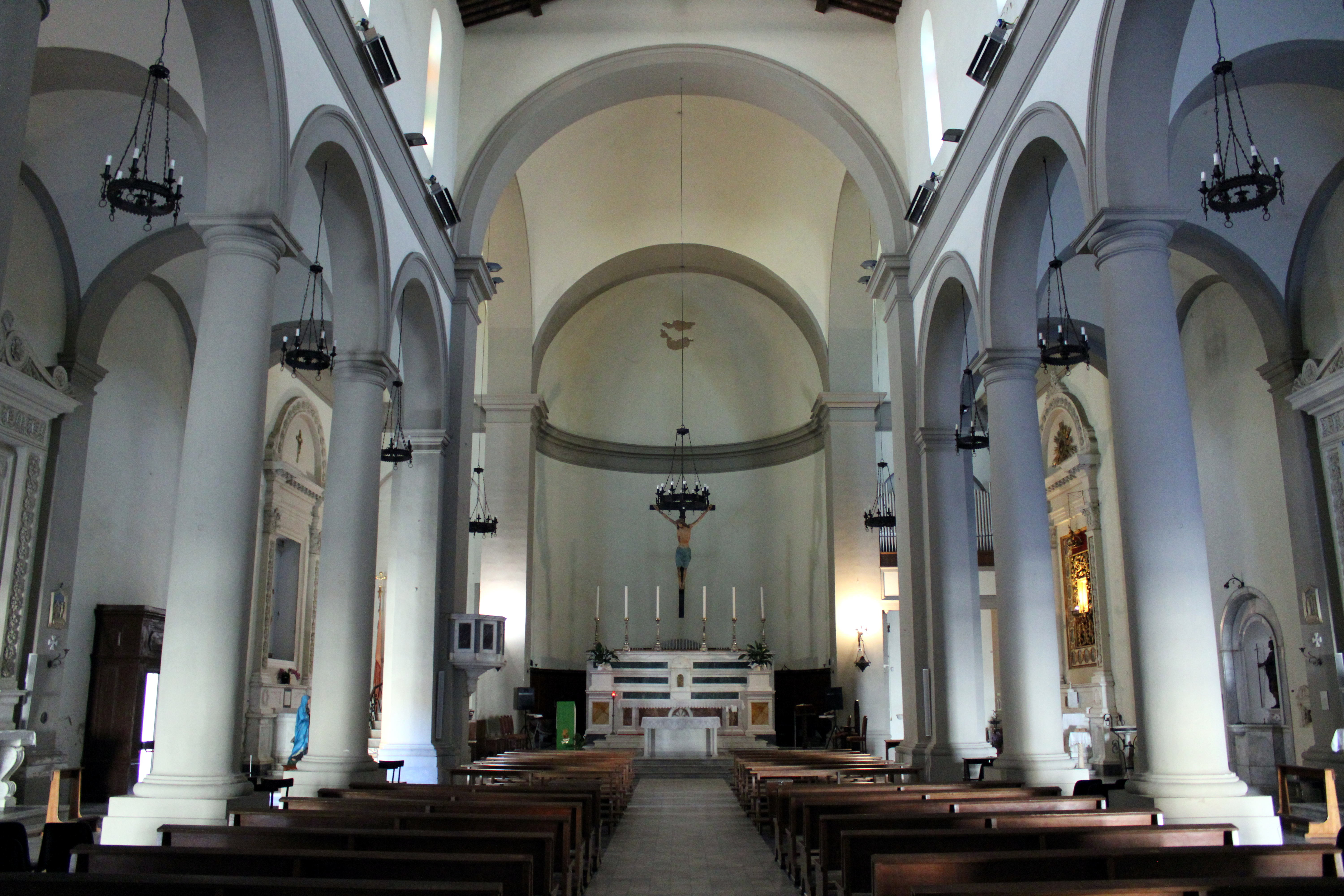
Interno
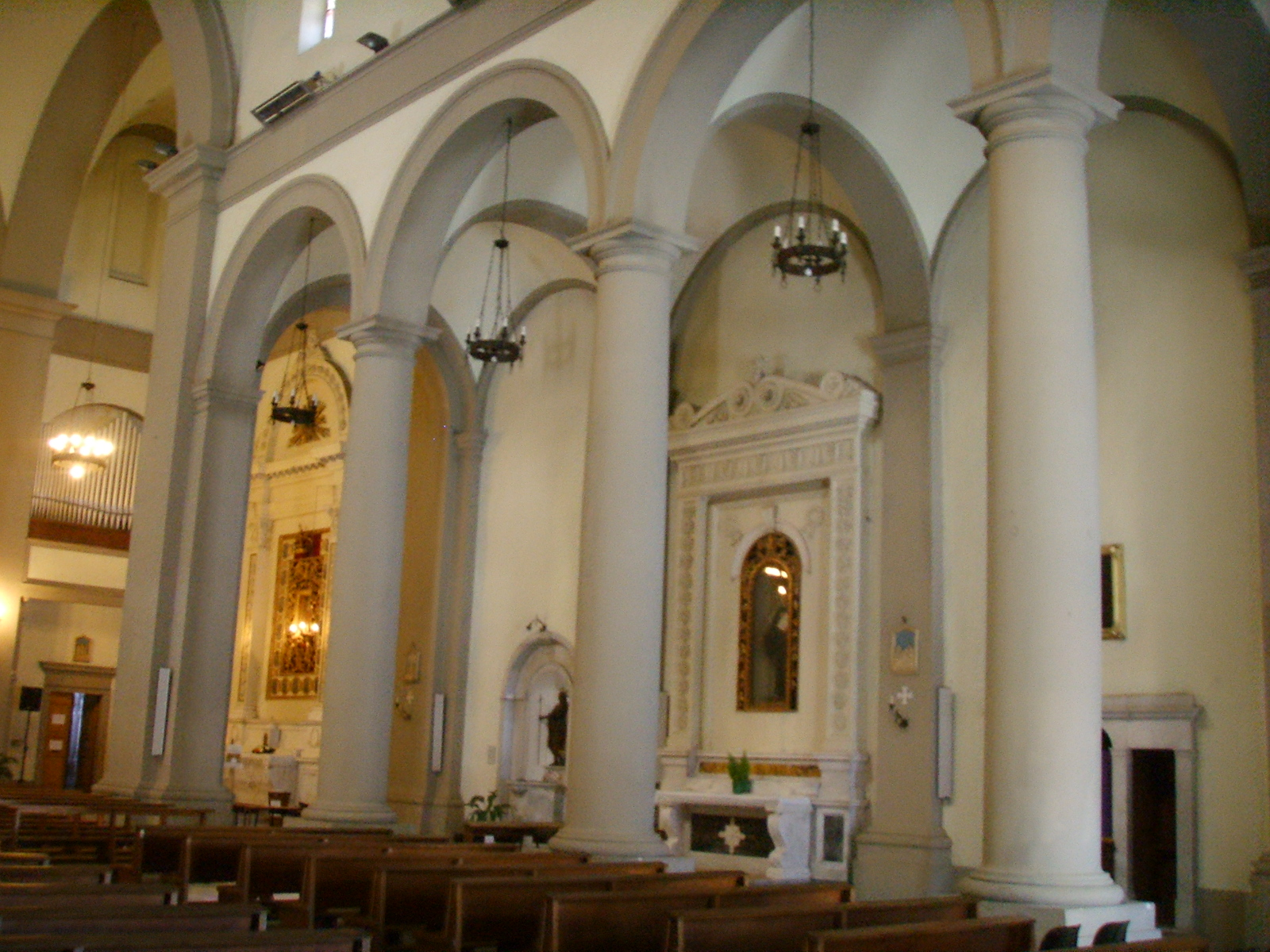
Navata
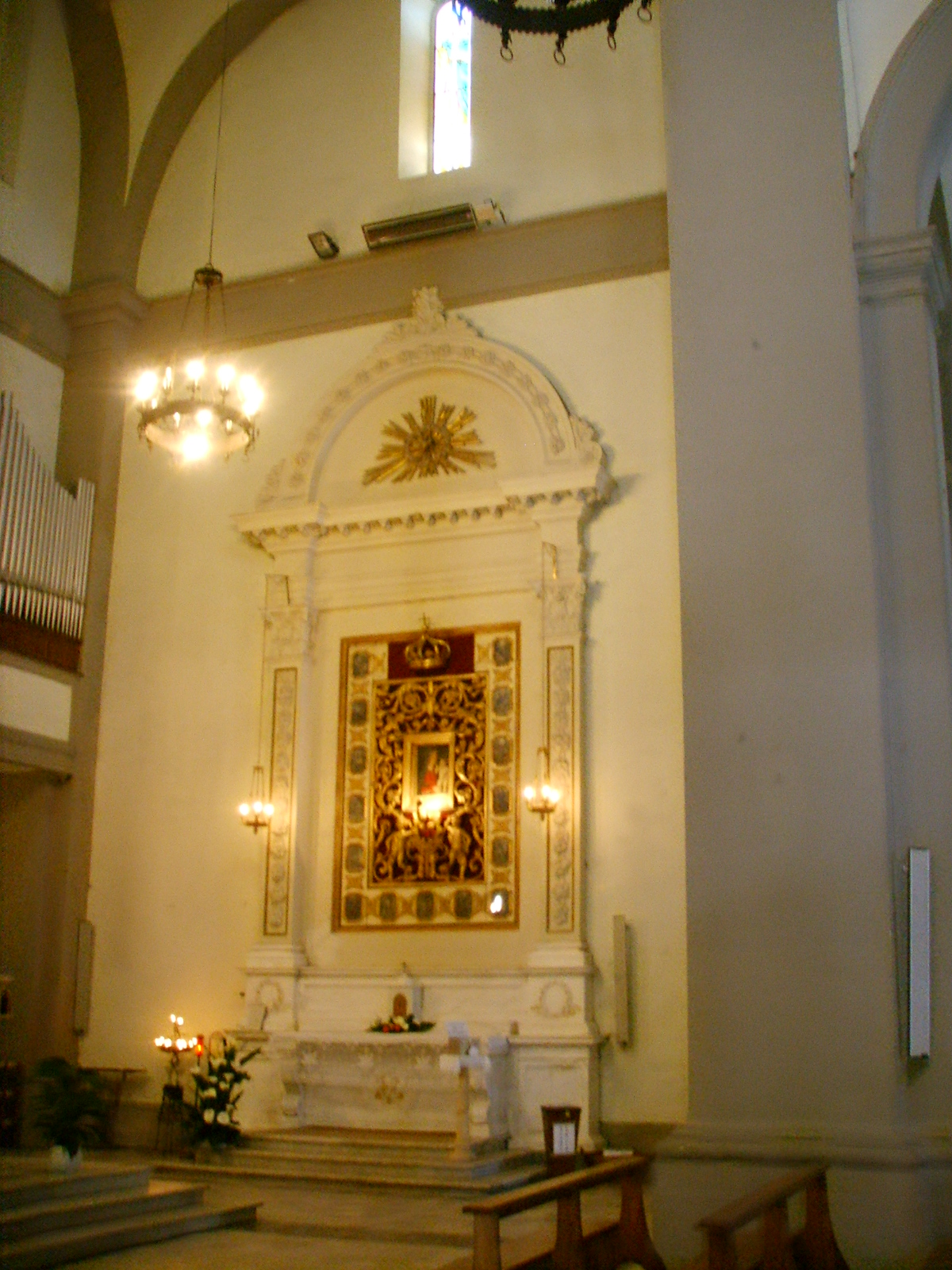
Altare nel transetto